# 27 -7ORDER-
『27 -7ORDER-』(ツウェンティーセブンセブンオーダー)は、7ORDER projectの映像作品。2020年9月28日にネルケプランニングから発売。

## 概要
真田佑馬の主演舞台であり、舞台「7ORDER」のスピンオフ作品。本作の劇中歌であった「27」「Love shower」は、後に7ORDERの楽曲としてアルバムONEに収録された。舞台「7ORDER」のその後を描いており、バンド活動を始めたユウマには、父であり自分を捨てた伝説のロックバンド「memento mori」のギターボーカルであるカズマと向き合っていく。

### 特典
- 先着特典 - ロゴステッカー （対象店舗別の全1種）[1]

## キャスト
- ユウマ / カズマ - 真田佑馬（2役[5]）
- ショー - 定本楓馬
- ヤマト - 財木琢磨
- カート - 梅津瑞樹
- ブライアン - 北川尚弥
- ゲンキ - 中島健
- ジミヘン - 松田昇大
- シド - 髙橋祐理
- ヒビキ - 白石康介
- ゴロウ - 瓦林拓弥
- ジャニス - 石井美絵子
- 前田瑞貴
- 勝又啓太
- 佐藤才哉
- 前川孟論
- 湊 結祐

## スタッフ
- 脚本 - 丸尾丸一郎(劇団鹿殺し) / 河西裕介
- 演出 - 丸尾丸一郎(劇団鹿殺し)

## 収録内容

### DISC1
27 -7ORDER-
- 1幕（舞台本編）

### DISC2
1. バックステージ